# Zelengora
El Zelengora es un macizo montañoso de Bosnia y Herzegovina, localizado en la entidad República Srpska. Forma parte de los Alpes Dináricos, y tiene su punto culminante en el Monte Lelija, al oeste del macizo, que se eleva a 2032 m s. n. m., seguido por el monte Bregoč, en la parte central, que alcanza los 2015 m.

## Geografía
Zelengora está situado en el Parque nacional Sutjeska, en el este de Bosnia y Herzegovina, cerca de la frontera con Montenegro, y abarca los municipios de Gacko, Kalinovik y Foča. Se encuentra limitado por los ríos Bistrica al norte, Drina al este, Sutjeska al sudeste, Jabušnica al sur y Neretva al oeste. Está bordeado por la meseta de Zagorje al noroeste. Los sistemas más próximos son las montañas Volujak y Maglić al este y Malusa planina al noreste. El macizo cubre un área de entre 150 y 160 km².
El sistema está compuesto por piedra caliza y dolomita y recubierto de arenisca, por lo que es rico en fuentes y cuerpos de agua. Hay numerosos lagos de origen glaciar, siendo los más conocidos Donje Bare y Gornje Bare, así como Kotlaničko jezero, Orlovačko jezero, Štirinsko jezero y Jugovo jezero.

## Flora y fauna
El Zelengora es rico en flora y fauna, particularmente en el bosque Perućica, uno de los últimos bosques primarios de Europa.

## Acontecimientos
En 1943, el Zelengora se convirtió en el escenario de feroces combates durante la Segunda Guerra Mundial, sobre todo en la fase decisiva de la Batalla del Sutjeska, cuando las fuerzas de ocupación alemanas trataron de rodear y destruir el grueso del Ejército Partisano del mariscal Josip Broz Tito. El sacrificio de la 2.ª Brigada Dálmata permitió que las fuerzas de Tito cruzasen el río Sutjeska y rompiesen el cerco alemán.